# Lewis McCann
Lewis McCann (* 7. Juni 2001 in Edinburgh, Schottland) ist ein nordirischer Fußballspieler, der zuletzt bei Dunfermline Athletic unter Vertrag stand. Sein Bruder Alistair McCann ist nordirischer Nationalspieler und steht beim FC St. Johnstone unter Vertrag.

## Karriere

### Verein
Lewis McCann und sein älterer Bruder Alistair wurden in der schottischen Hauptstadt Edinburgh geboren. Der Vater der beiden stammt aus dem nordirischen Portadown, die Mutter ist Engländerin. Lewis begann seine Karriere im Kindesalter beim Hutchison Vale Boys Club, bevor er als 14-Jähriger zu Heart of Midlothian kam. Die Jugendakademie der „Hearts“ verließ er bereits nach einem Jahr wieder um fortan in der Fife Elite Football Academy aktiv zu sein.
Im Mai 2018 unterschrieb er einen Vertrag beim schottischen Zweitligisten Dunfermline Athletic. Sein Debüt als Profi gab der Stürmer am 17. Juli 2018 bei einem 3:0-Sieg gegen den FC Peterhead im Ligapokal. Fünf Monate später gab McCann auch sein Debüt in der zweiten Liga, als er gegen Greenock Morton (3:0-Sieg) für Robbie Muirhead eingewechselt wurde.

### Nationalmannschaft
Lewis McCann spielte in den Jahren 2018 und 2019 in der nordirischen U19-Nationalmannschaft. In sechs Spielen traf er einmal. Im September 2019 debütierte McCann in der U21.